# Chemin de fer Congo-Océan
Le chemin de fer Congo-Océan (CFCO) est un établissement public de la République du Congo qui exploite un réseau de chemin de fer de 885 km, à l'écartement de 1 067 mm.
On distingue trois tronçons : la ligne du Congo-Océan, qui relie le port de Pointe-Noire, au bord de l'océan Atlantique, à Brazzaville, construite de 1921 à 1934 (512 km), le tronçon de Mont-Bello à Mbinda, construit de 1959 à 1962 (285 km), et le tracé de Bilinga à Dolisie, réalignement construit de 1976 à 1985 (91 km).

## Histoire

### Le besoin de transport
A la fin du XIXe siècle, l'Afrique-Équatoriale française (AEF) représentait une source importante de ressources naturelles pour la France. Parmi ces ressources, le caoutchouc, de l'ivoire, des oléagineux, du cacao ou encore du coton, mais aussi beaucoup de bois en de nombreuses essences (okoumé, acajou, ébène, limbo, noyer…). Les voies de communications pour les exportations se trouvant limitées, en particulier pour les ressources les plus lourdes ou les plus abondantes, la solution d'une voie ferroviaire à fort trafic s'impose rapidement. Cela répond aux objectifs majeurs de donner une sortie française à l'AEF sur l'océan Atlantique, la France étant alors en concurrence avec la Belgique. En effet, au Congo belge, entre 1890 et 1898, une ligne de chemin de fer est déjà construite de Kinshasa (en face de Brazzaville) à Matadi, sur l’océan Atlantique. 
Les Français, depuis 1886, n’en finissent plus d’étudier un chemin de fer entre Brazzaville et Pointe-Noire. Les rapports d’experts se succèdent, mais il n’y a pas d’entente sur le tracé.
En 1906, la mission Bel (du nom de son chef Jean-Marc Bel) définit Pointe-Noire comme terminus.

### De 1921 à 1934, un chantier de construction meurtrier

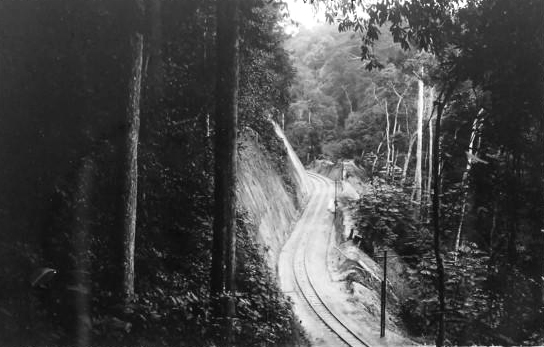
« Le Mayombe, août 1930 : tranchée du km 95,200, prise du sentier de terre. »

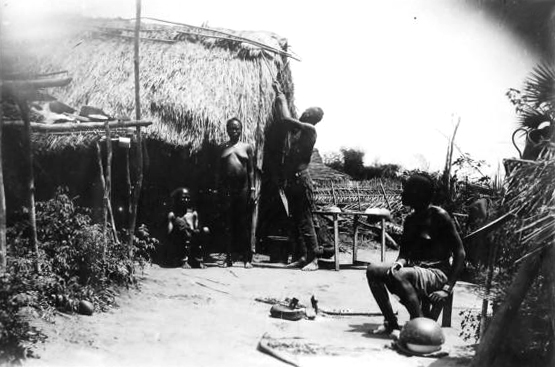
Campement des travailleurs Saras et de leurs familles (1930).

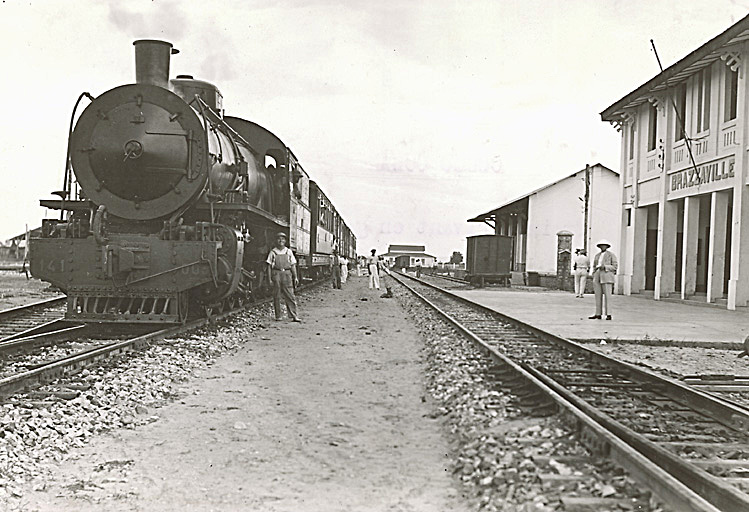
La gare de Brazzaville (1932).

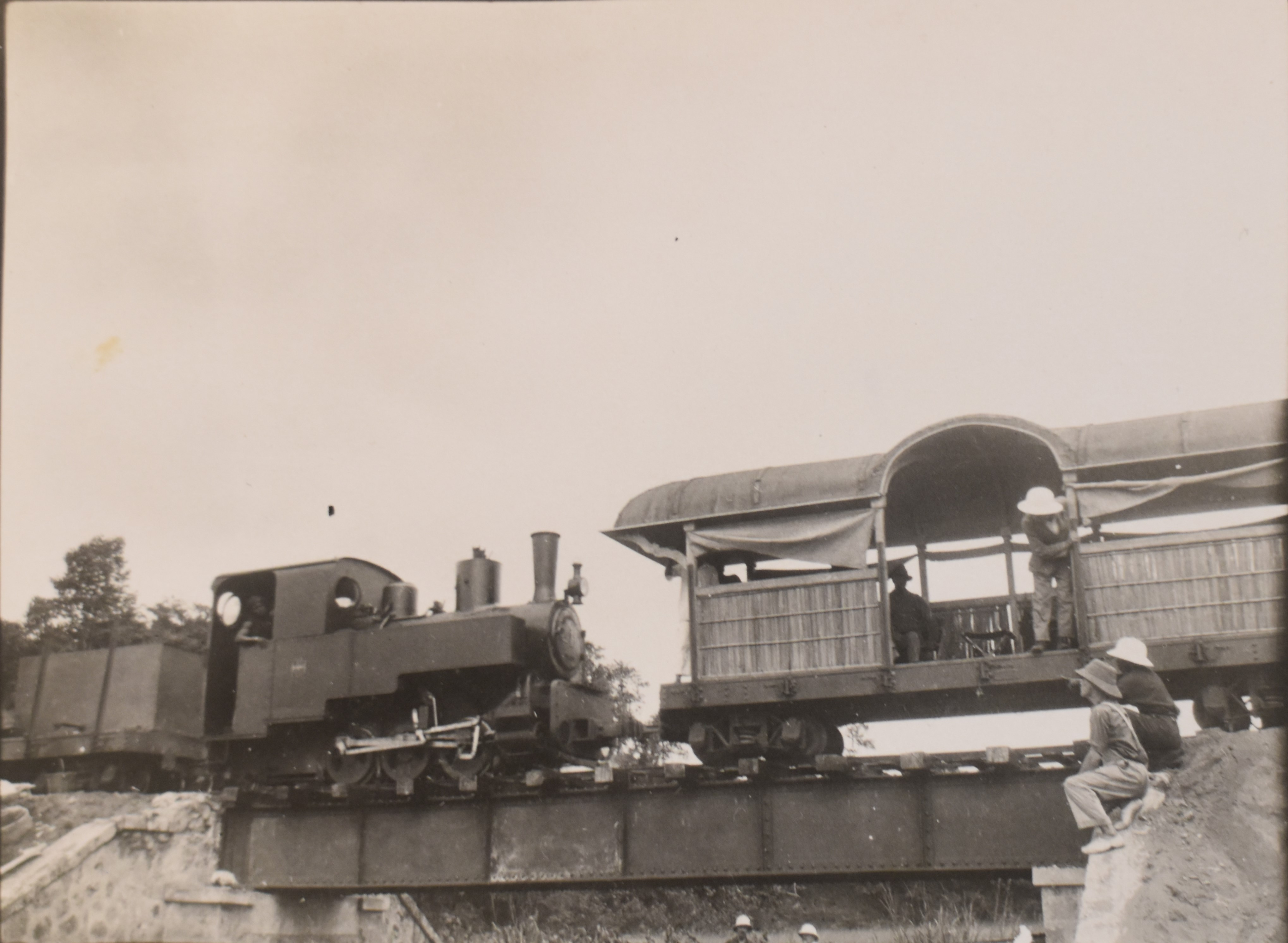
Passage du premier train sur un pont entre Pointe-Noire et Hinda, 5 janvier 1925.

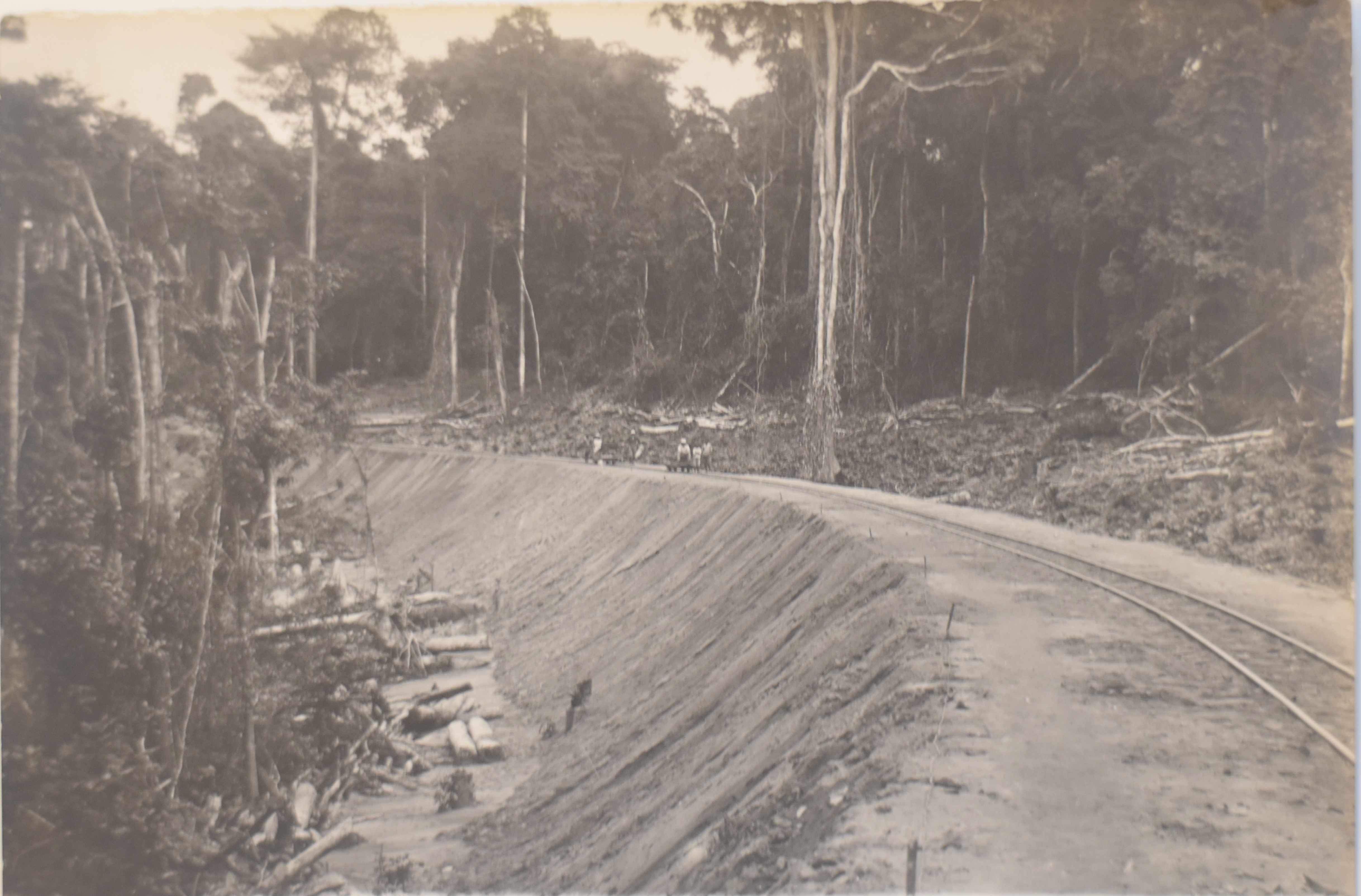
Grand remblai du Kil, entre Pointe-Noire et Hinda, 7 janvier 1925.

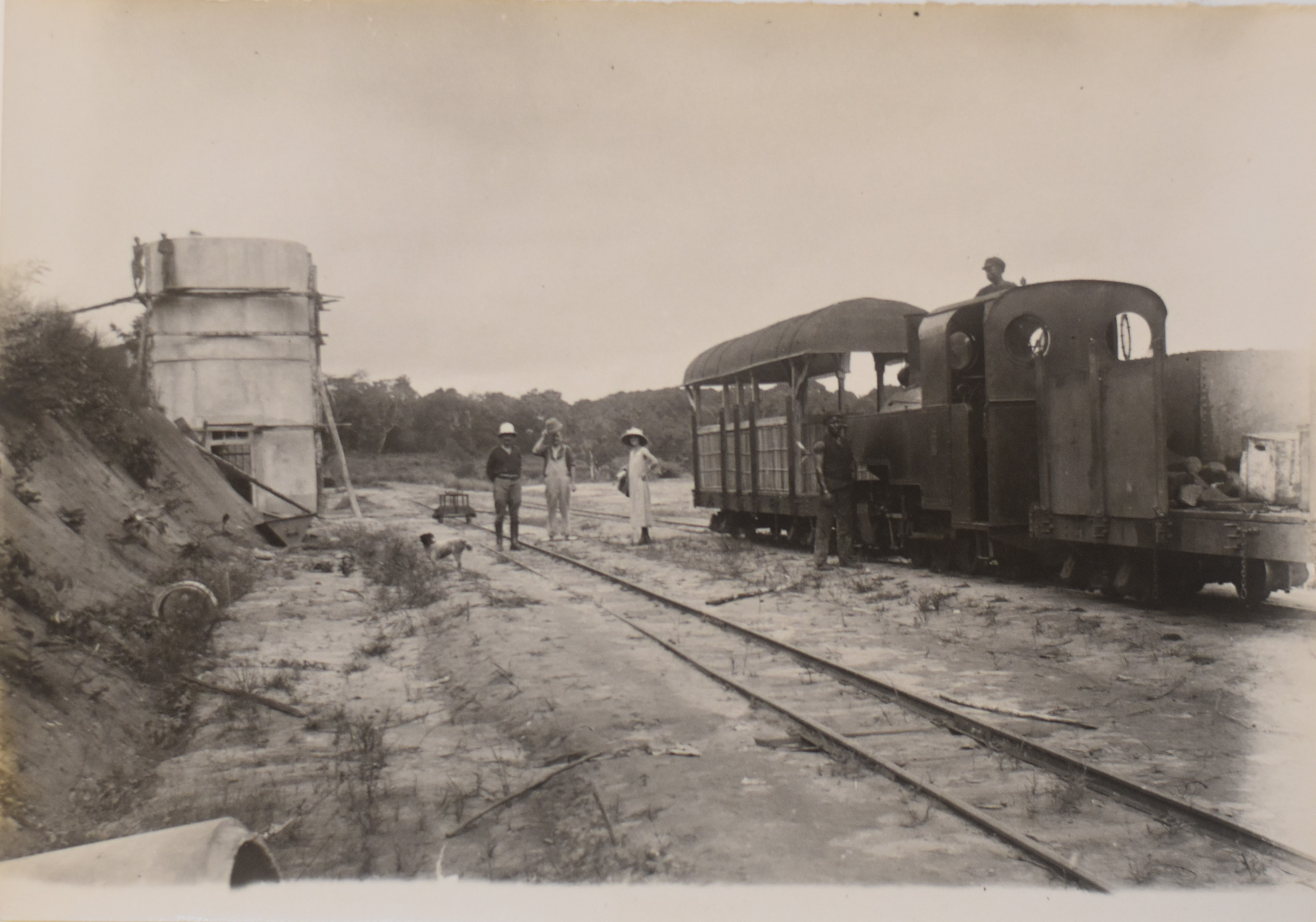
Le train en gare de Hinda, 7 janvier 1925.

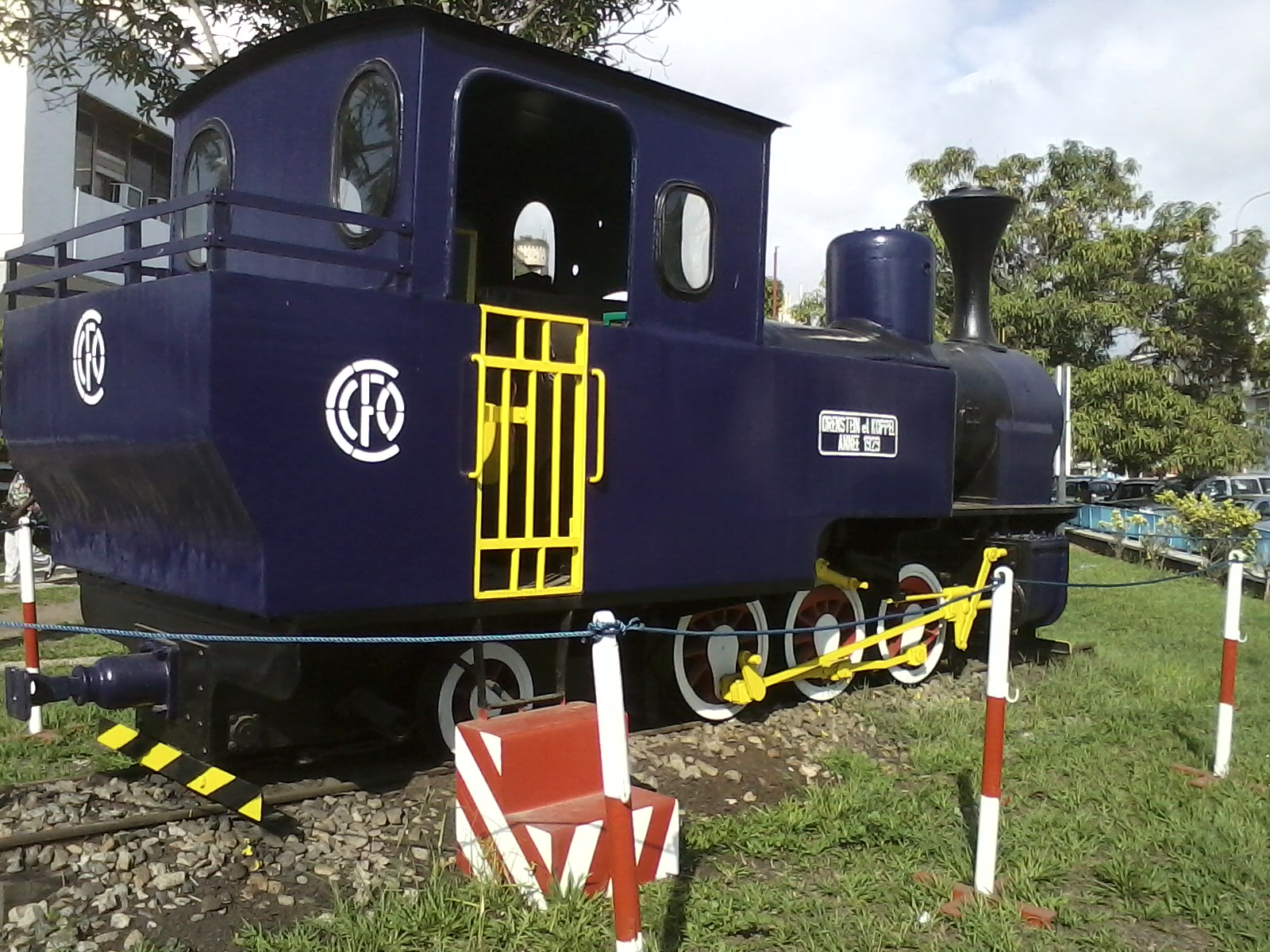
Maquette d'une locomotive de 1929.

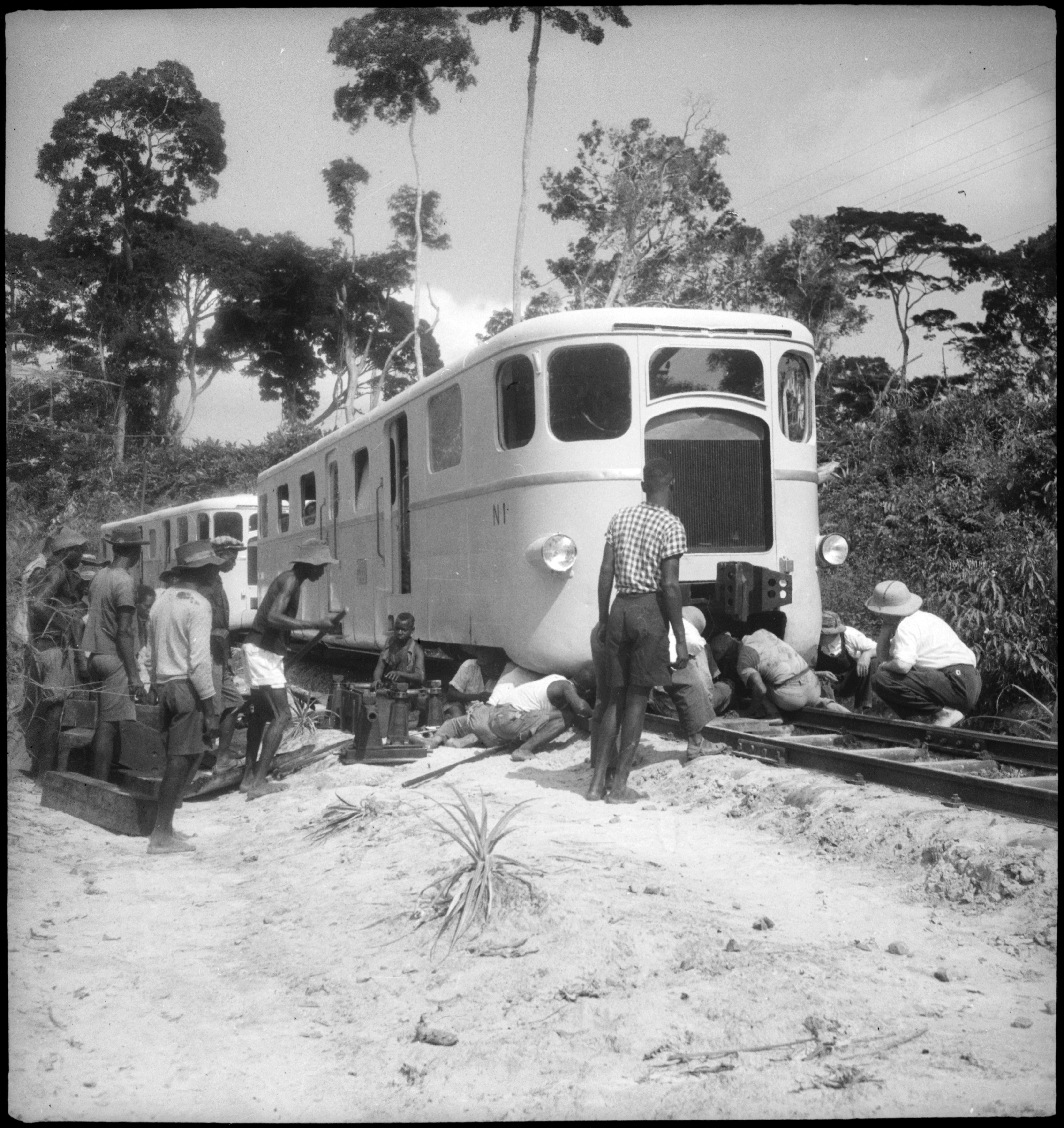
Autorail Billard A 135 D en panne sur la ligne du CFCO en 1941-1942.

Il faut attendre le 6 février 1921 pour que Mme Augagneur donne le premier coup de pioche du chantier d’un train qui partira de Brazzaville.
Le 23 juillet 1922, dix-huit mois après le début des travaux à Brazzaville, Jean-Victor Augagneur, alors gouverneur général de l'Afrique-Équatoriale française (AEF), signe une convention avec la Société de construction des Batignolles (SCB) qui doit réaliser les travaux de construction de la voie sur 172 km à partir de Pointe-Noire. Le reste de la ligne entre le PK (point kilométrique) 172 et Brazzaville sera exécuté en régie par la COLYAF (Compagnie lyonnaise de l’Afrique-Équatoriale française).
Un an plus tard, en 1924, les quarante premiers kilomètres depuis Pointe-Noire sont réalisés par la SCB. Depuis Brazzaville, la COLYAF est parvenue au 75e kilomètre.
Mais, du côté de Pointe-Noire, les premières difficultés apparaissent car les travaux sont aux portes d’un terrible obstacle naturel : le massif du Mayombe. Situé à 60 km de l’océan, c'est un massif montagneux de 800 mètres de haut, couvert  d'une forêt épaisse, traversée par des torrents, des ravins abrupts, des fleuves, des étangs, des marais. Les arbres géants se dressent en remparts naturels tandis qu'au sol un humus malsain forme un tapis meurtrier qui peut s’ouvrir et se refermer à tout moment. En sous-sol alternent les schistes décomposés et les marnes aux glissements imprévus ou, à l'inverse, des affleurements de roches très dures. Le climat chaud et humide se conjugue à cela pour faire échec à une avancée rapide des travaux.
Le 8 juillet 1924, un nouveau gouverneur général de l’AEF est nommé, Raphaël Antonetti, un homme à la volonté de fer. Son but est de terminer coûte que coûte le chemin de fer de Brazzaville à Pointe-Noire.
À la fin de l'année 1924, Antonetti obtient d’Édouard Daladier, alors ministre des colonies, l’autorisation de poursuivre les travaux, des crédits sont débloqués dans la loi de finances de 1925. La SCB a six ans pour terminer les travaux.
Selon la convention signée en juillet 1922, la SCB doit terminer le terrassement d’une voie sur 172 km depuis le terminal maritime ; de son côté l’administration de l’AEF s’engage à fournir la main d’œuvre : 8 000 hommes. Originellement, Antonetti pensait recruter des travailleurs sur une bande de territoire de 100 km le long de la future voie, mais, très rapidement, les réserves humaines s'épuisent. Il faut alors recruter plus loin, selon le principe du travail forcé, en recherchant des adultes « mâles » d’un bout à l’autre du Moyen-Congo. Mais très vite les indigènes fuient ce chantier, car il était localement de notoriété publique que travailler dans le massif du Mayombe se révélait souvent mortel.
La décision est alors prise, en février 1925, d’aller chercher les travailleurs plus loin en Oubangui-Chari (actuelle République centrafricaine) avec près de 6 000 hommes par an de 1926 à 1931, au Cameroun et au Tchad. Le trajet jusqu’au Mayombe est long et pénible et beaucoup périssent avant d’arriver à destination.
Les populations de ces contrées se rebiffent contre cet enrôlement forcé ; cela donne ainsi lieu à la guerre du Kongo-Wara.
Une fois sur place, les conditions de vie dans ce milieu hostile sont terribles. Les travaux de terrassement sont faits à la pioche, les déblais évacués à dos d’homme jusqu'à de pesants wagonnets Decauville. Dans les camps où les ouvriers s’entassent sans encadrement sanitaire, d'innombrables travailleurs vont mourir d'épuisement, de maladie (dont, vraisemblablement, la première épidémie de SIDA), de neurasthénie… 
Des voix s’élèvent pour dénoncer ce chantier. Le premier à le faire est le directeur du Service de la main-d'œuvre du chantier, Georges Thomann, administrateur en chef des colonies. Dans son rapport de juin 1925, il indique : « Gaspillage et usure de la main-d’œuvre, nécessité d’un pourcentage considérable de porteurs pour un nombre de travailleurs utiles très réduit, substitution inconsidérée du travail humain à celui des machines, tel est le système employé dans le Mayombe. Il coûtera un nombre considérable de vies humaines qui pourraient être épargnées. » Le 14 avril 1926, alors en disponibilité en France, il alerte le ministre des Colonies, qui nomme le 15 mai 1926 l’inspecteur Pégourier pour une mission de contrôle.
André Gide, dans Voyage au Congo, publié à la suite de son voyage en Afrique équatoriale, qualifie le chemin de fer Congo-Océan d'« effroyable consommateur de vies humaines ». Convaincu, comme nombre de ses contemporains, du bien-fondé de la colonisation, il n'y consacre que trois pages (sur 502) et ne se révolte pas : « […] mais que peut un administrateur, il doit obéir à son chef […]. Aucun progrès, dans certains domaines, ne saurait être réalisé sans sacrifice de vies humaines. » Cependant, il écrit au gouverneur Antonetti pour dénoncer les exactions des agents locaux de l'administration, puis à son ami Léon Blum qui publie sa lettre dans Le Populaire en juillet 1927. La publication, qui décrit « un régime abominable qui favorise les pires abus, qui ruine un vaste pays capable de prospérité, qui asservit et exténue tout un peuple », alerte l'opinion publique et provoque un scandale politique.
Les intéressés eux-mêmes se font entendre et la résistance au recrutement devient vite une résistance armée. Des révoltes éclatent en 1928 de la Haute-Sangha au Cameroun, vite réprimées par des unités militaires. Cette même année, Albert Londres, dans son livre Terre d'ébène, dresse le même réquisitoire qui est abordé jusque dans l’hémicycle de la chambre des députés à Paris.
Mais il faudra attendre 1929 pour que la situation s’améliore, année où on comptera malgré tout 1 300 morts au lieu de 2 600 l’année précédente. Le projet sera décrit, au-delà du vecteur du développement économique du continent, comme un outil économique servant des intérêts coloniaux imposant une domination politique et utilisant une population contrainte.
Le « scandale du Congo-océan » mis en lumière modifie les plans de l’administration coloniale de l’AEF. Le 6 août 1930, Antonetti, toujours soutenu par Paris, signe avec la SCB un avenant à la convention de 1922, qui impose d’utiliser des moyens mécaniques. La terre ne sera plus déblayée à la main et à la hotte, on ne creusera plus les tunnels à la pioche et à la barre à mine. Des compresseurs, des bulldozers et des tracteurs sont ainsi amenés sur le chantier et ils y remplacent l’homme.
Fin 1930, la voie est enfin posée sur 100 km au départ de Pointe-Noire et, du côté est de Brazzaville, la voie est pratiquement posée jusqu’au PK 172. Mais il reste à terminer la portion dans le Mayombe, avec le percement du tunnel de Bamba, le tunnel le plus long d’Afrique à cette époque (1 694 mètres) et, à ce niveau, les travaux ne progressent que très lentement, avec beaucoup de difficultés.
Pour résoudre le problème de main-d’œuvre, le Ministre des colonies, André Maginot, a l’idée de faire venir des travailleurs chinois. Ainsi, 600 coolies sont amenés de Canton (Chine)) et Hong Kong jusqu’au Congo. Ils sont accueillis au départ dans des camps en dur et couchent dans des lits, on leur sert de la cuisine chinoise, puis les conditions changent rapidement lors de leur installation dans le Mayombe au PK 104, où la situation est bien différente ; les Chinois refusent alors d’emblée de travailler. Les meneurs sont rapidement renvoyés et, un an plus tard, 400 autres coolies sont rapatriés, tandis que d’autres mourront sur le chantier.
Depuis 1930, des machines sont mises en place mais, malgré cela, dans le tunnel de Bamba, les galeries s’effondrent au fur et à mesure qu’on essaye de les creuser. Par endroits c’est le contraire et le sol semble se relever pour rejoindre la voûte, empêchant l'avancement des travaux. En mars 1932, après trois ans de travaux, le tunnel fait à peine 410 mètres de long sur les 4,1 km prévus.
Il faut, à plusieurs reprises, rallonger les crédits, de 100 millions en 1932, et de 250 millions en 1933. Antonetti répond à chaque fois à ces surcoûts. Après trois ans d’effort, enfin, le 8 septembre 1933, les deux équipes de travaux du tunnel se rejoignent. Après cet ouvrage, le relief s’aplanit le chantier avance à une vitesse satisfaisante.
Le 13 avril 1934, la voie est finalement complètement posée, avec 511 km de voie unique métrique, à écartement de 1 067 mm, 12 tunnels, 172 ponts et viaducs, des kilomètres de murs de soutènement en maçonnerie. Le 10 juillet 1934, le gouverneur général, Raphaël Antonetti, inaugure la ligne qui permet alors de joindre, sans rupture de charge, le Congo à l’océan. Le chantier, véritable défi géotechnique, aura coûté au total 930 millions de francs français de l'époque soit environ 667 millions d'euros de 2016 ou 108 milliards de francs CFA. 

### Bilan humain
On a écrit, dans la presse d’époque, que la construction du Congo-Océan a coûté la vie d’un Noir par traverse et d’un Blanc par kilomètre. Cela aurait donné plus de 600 000 morts chez les Noirs, et au moins 500 morts chez les ingénieurs Blancs
Le bilan humain a été bien moindre en réalité, de l'ordre de 10%. Certains auteurs parlent de 17 000 ou 20 000 ouvriers morts... mais, ce chiffre officiel compte en réalité les morts et les évadés... or, on sait qu'il y a eu beaucoup d'évasions (surtout au début du chantier). Il faudrait donc compter plutôt sur 10 000 morts, le tout sur un total de 127 000 travailleurs recrutés. 

### 1962, nouvelle ligne de la COMILOG
En 1960, l’AEF est démantelée, laissant place à quatre États indépendants, Centrafrique, République du Congo, Gabon, Tchad. Cela ne rompt pas la solidarité économique, puisqu’en 1962 est inaugurée la nouvelle ligne ferroviaire de 285 km, appelée COMILOG du nom de l’entreprise minière située au Gabon. Cette ligne est ouverte pour transporter le manganèse de la mine de Moanda au Gabon à la gare de Mbinda par une télébenne de 76 km. Elle se raccorde à la voie du CFCO à Mont-Bello.

### 1979 à 1985, le réalignement
Après la mise en route de la nouvelle ligne de la COMILOG, le trafic marchandise lié au transport de manganèse passe de 19 000 tonnes en 1962, à 2 200 000 tonnes en 1970. Durant cette même période, le trafic du bois est en progression régulière, le trafic voyageur est multiplié par sept entre 1962 et 1970. La traversée du massif du Mayombe oblige l’emploi de trois ou quatre locomotives pour tirer les trains lourds.
Cependant, la dégradation du réseau est telle que les déraillements sont de plus en plus fréquents et que la vitesse des trains se ralentit. Des investissements sont nécessaires, il faut en premier lieu revoir la traversée du Mayombe et plusieurs options sont étudiées. En 1973, le projet d’un nouveau tracé dit « variante sud » entre les gares de Billinga et Dolisie est finalement retenu. En 1975, le groupement Astaldi–Holzman–Fougerolles (ASHFO) est retenu pour le lot de génie civil, 91 kilomètres de voie nouvelle unique avec douze ponts et six tunnels. Le coût du chantier est de 33 milliards de F CFA ; le financement est achevé le 17 décembre 1975.
Au début de l'année 1976, le groupement ASHFO installe le chantier. Le 25 septembre 1976, c’est le début effectif des travaux, inaugurés par le président de la république, Marien Ngouabi.
Mais le 15 janvier 1977 un commando du Front pour la Libération de l'enclave de Cabinda attaque le chantier au PK 65, faisant douze morts, et trois ingénieurs sont enlevés. L’ASHFO stoppe les travaux. Les trois otages sont libérés rapidement après le versement d'une rançon.
Après un accord entre l’ATC et ASHFO, les travaux reprennent le 10 mars 1977, mais le coût du chantier est réévalué. Les militaires assurent la sécurité des travailleurs. Mais rien ne se passe comme prévu, les travaux prennent du retard. Des changements de tracé sont rendus obligatoires pour des raisons techniques, des éboulements de talus se produisent, le nombre d’ouvrages d’art est revu à la hausse, ce qui provoque des révisions de prix et des signatures d’avenants avec pour conséquence une envolée des coûts. En 1980, le coût global du réalignement est estimé à 75 milliards de francs CFA, accepté cependant par les commanditaires.
Pendant ce temps, les travaux continuent avec difficulté. Le dernier obstacle est le percement d'un nouveau tunnel sous le massif du Bamba d’une longueur de 4 600 mètres. Son creusement commence en décembre 1978 et il faudra cinq ans pour que les deux équipes de percement du tunnel se rejoignent le 5 juillet 1983 à cause d’inondations, d’éboulements, de soulèvements de terrain, de fissuration du béton. Mais ces travaux difficiles se sont réalisés, cette fois, dans des conditions de sécurité optimales pour les travailleurs.
Le nouveau tracé est inauguré le 15 août 1985. La République du Congo est dotée d’une ligne de chemin de fer moderne sur laquelle les trains peuvent atteindre la vitesse de 80 km/h dans la traversée du Mayombe.

### 1990 à 2004, accidents, attentats et guerre civile
Les conditions d'exploitation du CFCO se détériorent à partir de 1990. L'entreprise est dans une position de quasi cessation de paiement, avec pour conséquences une pénurie de matériel pour l'entretien de la voie et une absence de pièces de rechange pour la maintenance des locomotives.
À Mvoungouti, le 2 septembre 1991, une collision entre un train de voyageurs et un train de marchandises fait cent morts et trois-cents blessés. Après cet accident et avec l'arrêt, en 1991, du transport de manganèse pour le compte de la société Comilog, l'exploitation du tronçon Mont-Bello-Mbinda, long de 285 km, est confiée au CFCO en 1993 par l'État congolais. Le CFCO exploite donc à ce moment 885 km de réseau.
Entre 1998 et 2000, une guerre civile éclate entre les partisans de Denis Sassou-Nguesso et ceux de Pascal Lissouba. Le CFCO subit près de deux ans d'interruption de trafic et de lourdes pertes de matériels et d’équipements : six ponts sont détruits, le système de télécommunication est hors d’usage, le matériel roulant ainsi que plusieurs kilomètres de voie sont endommagés.
En janvier 2000, le gouvernement congolais décide la dissolution de l'A.T.C. et le CFCO redevient une entité autonome. En 2000 commence la reconstruction des six ponts, la réhabilitation de la voie sur les tronçons endommagés, l'acquisition du matériel de télécommunication de dépannage. En 2001, pour relancer le trafic, le gouvernement investit plus de 6 milliards de francs CFA, mais cette embellie est de courte durée. Une collision entre deux trains a lieu le 10 janvier 2001, à nouveau à Mvoungouti. Le 25 août 2002, une trentaine de personnes sont blessées à la suite du « déraillement d’origine criminelle » d’un train de marchandises près de la gare de Loulombo. Le déraillement est dû à une attaque terroriste menée par des miliciens ninjas. Le trafic de la ligne est interrompu.
En janvier 2004, le trafic passagers sur le CFCO reprend progressivement sous escorte armée, après plus d’un an d’interruption pour des raisons de sécurité. Un convoi composé de huit voitures de cent-dix places chacune quitte la gare ferroviaire de Brazzaville pour Pointe-Noire, escorté par des gendarmes et des miliciens Ninjas du chef rebelle, le Pasteur Ntumi.

### Après 2004

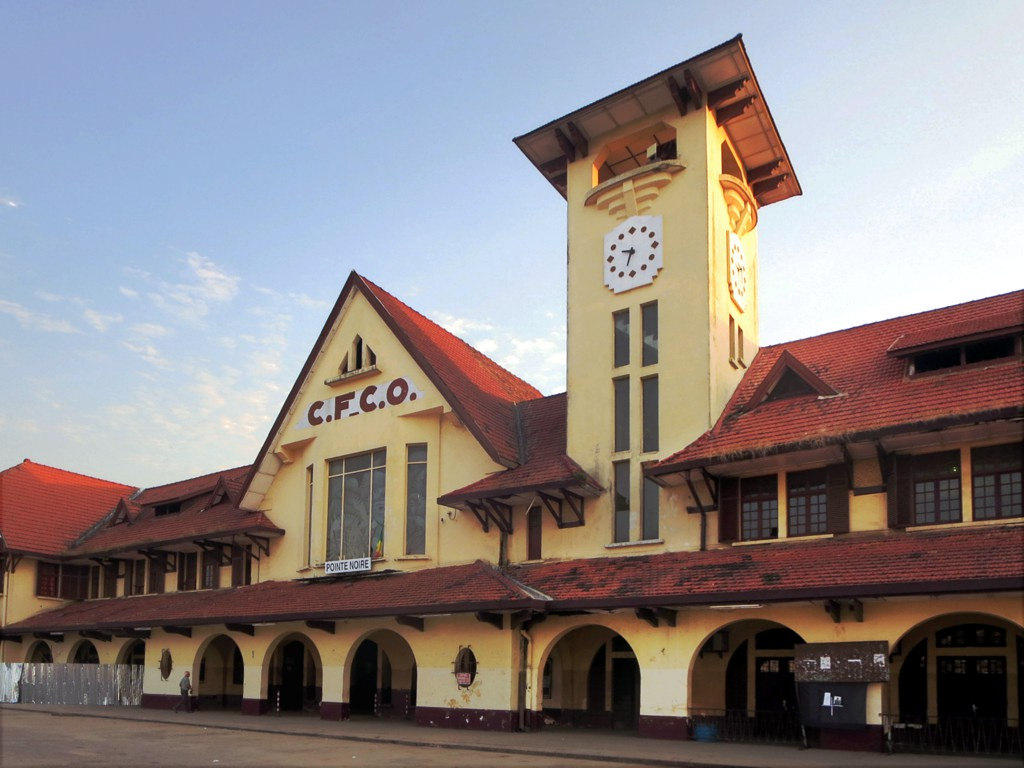
La gare de Pointe-Noire en 2015.

Entre 2005 et 2006, toutes les lignes sont rouvertes au trafic voyageurs et marchandises, tant sur l'ancien tracé du Mayombe que sur la ligne ex-Comilog. La réouverture et la rénovation d'une douzaine de gares et la remise en état de huit locomotives ont permis de remonter le trafic moyen. Mais, faute d'investissements lourds, le parc des locomotives passe de seize à dix et le trafic chute de 60 %.

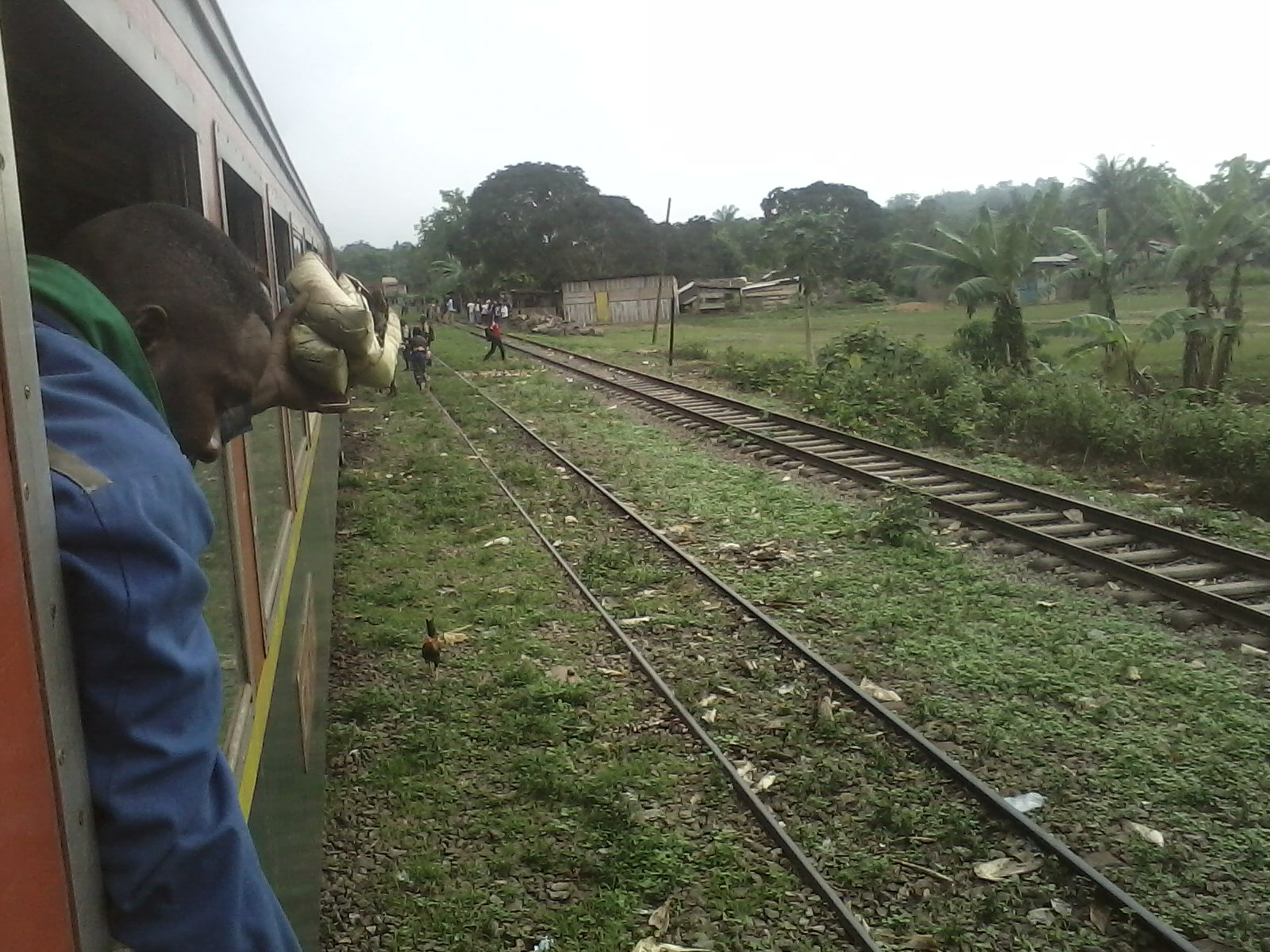
Arrêt dans la campagne et achat de produits vivriers en 2020.

Pour enrayer cette situation catastrophique, le gouvernement met en place, en 2006, un programme d'urgence de rénovation et de rééquipement du CFCO. Ce programme, élaboré en accord avec le Fonds monétaire international et la Banque mondiale, se résume en deux phrases : améliorer les infrastructures, acquérir du matériel roulant.
Le 21 juin 2010, à Yanga, à 60 km de Pointe-Noire, un train de voyageurs déraille, soixante-seize morts et six-cents blessés sont dénombrés. La vétusté du matériel roulant et des voies, les irrégularités et les insuffisances des trains figurent sur la longue liste des maux dont souffre le CFCO depuis les années 1990.

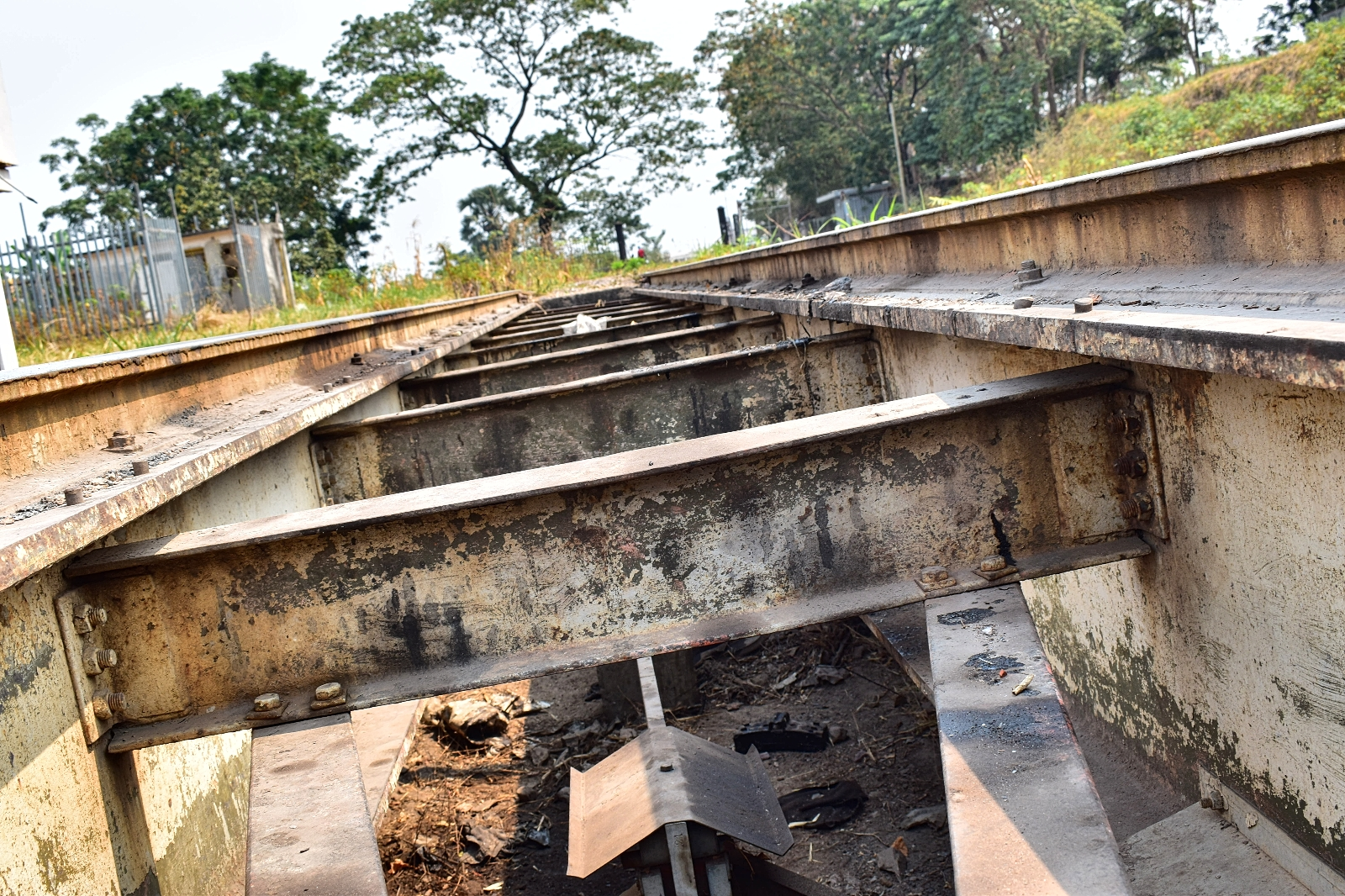
Rail du chemin de fer.

Le 11 août 2012, un nouveau train « Gazelle » est mis en service.
Le 18 avril 2014, à Brazzaville, le ministre de l’Aménagement du territoire annonce 200 milliards de francs CFA destinés à la ligne de Mbinda. C'est la renaissance du Congo-Océan.

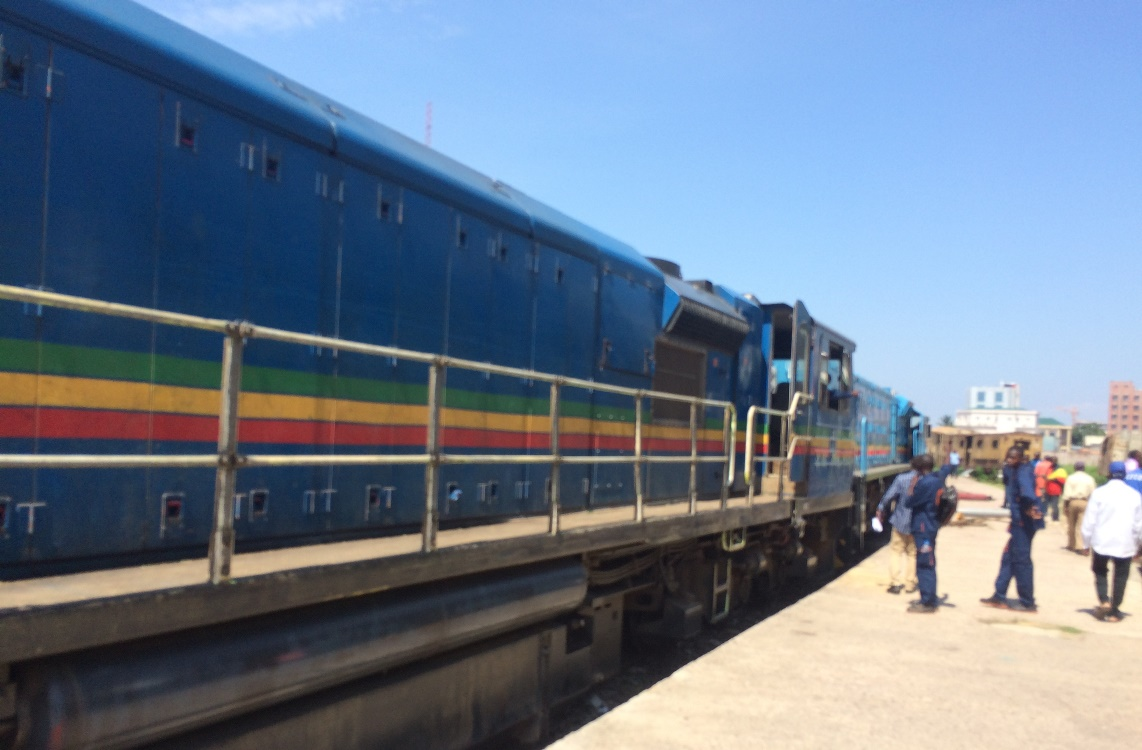
Le train inaugural entre en gare de Brazzaville après la reprise du service depuis Pointe-Noire, le 28 novembre 2018.

En avril 2015, l'achat de dix nouvelles locomotives, en provenance des États-Unis, vise à redynamiser le transport ferroviaire.
En novembre 2016, des troubles éclatent dans le Pool, deux ponts sont dynamités. Le trafic est totalement interrompu depuis cette date entre Pointe-Noire et Brazzaville. En 2017, les travaux de réparation des ponts détruits ne sont toujours pas engagés. La circulation reprend en 2018, un premier train de carburant rejoignant Brazzaville depuis Pointe-Noire le 28 novembre.
Le 29 juin 2019, dans la gare de Ngondji, à 18 km de Pointe-Noire, un train minéralier en provenance de Mayoko percute un train transportant des conteneurs venant en sens inverse. Cette collision provoque la mort de seize personnes.
Le 24 octobre 2020, un train de marchandises déraille entre Bilala et Bilinga, il n'y a aucune victime mais le trafic est perturbé pendant plusieurs jours.

## Organisation actuelle

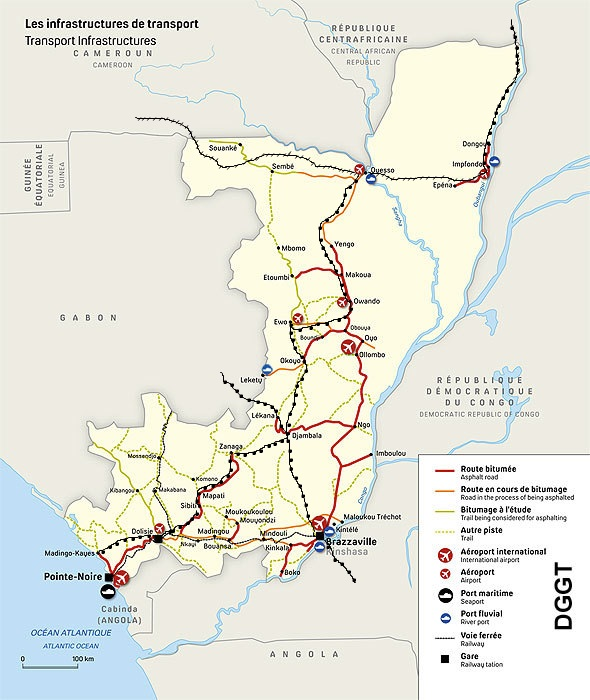
Carte d'un projet en coopération avec l'Italie.

Créé par ordonnance du 16 février 2000, le CFCO est un établissement public à caractère industriel et commercial. En 2004, le gouvernement congolais avait prévu la privatisation du CFCO mais l’appel d’offre s’avéra infructueux.

## Postérité
Le Conseil représentatif des associations noires de France (CRAN) a assigné en février 2014, collectivement, l'État français et la Spie Batignolles (cette dernière en tant qu'héritière de la Société de construction des Batignolles), pour crime contre l'humanité lors de la construction de la ligne du CFCO. Le cumul des différents facteurs : travail obligatoire, déplacements forcés, mesures de sécurité quasi inexistantes ayant entraîné un nombre de morts sans précédent, travail de forçat sans une nourriture appropriée qui a conduit à des épuisements létaux ; le nombre de morts (17 000 officiellement, mais sans doute 2 à 3 fois plus) devrait à lui seul qualifier le traitement humain de ce chantier de crime contre l'humanité[non neutre]. Cela a révélé l'existence d'une fracture coloniale, concept défendu par l'historien Pascal Blanchard, au sein de la société française actuelle.
L'absence de référence médiatique ultérieure à 2014 laisse à penser que cette action judiciaire a été classée sans suite. À ce jour[Quand ?], aucun monument n'a été érigé à la mémoire des victimes.

## Filmographie
- Catherine Bernstein, Congo-Océan : un chemin de fer et de sang, production Point du Jour, Les Films du Balibari, diffusion France 5, Histoire TV, 2023, documentaire, 66 minutes (présentation en ligne, sur film-documentaire.fr).